# Jan Brink
Jan Erik Christer Brink (ur. 26 sierpnia 1960 roku w Hörby) – szwedzki jeździec specjalizujący się w ujeżdżeniu. Uczestniczył w LIO 2000, LIO 2004 i LIO 2008, gdzie drużynowo uplasował się na czwartym miejscu. 

## Osiągnięcia
- Mistrzostwa Świata 1998 (brąz)
- Mistrzostwa Europy (srebro, 3 x brąz)
- Mistrz Szwecji (2001, 2002, 2003, 2005, 2006, 2007)